# چمپلین (مینه‌سوتا)
چمپلین، مینه‌سوتا (به انگلیسی: Champlin, Minnesota) یک شهر در ایالات متحده آمریکا است که در مینه‌سوتا واقع شده‌است.

## خصوصیات
چمپلین ۲۲٫۶۱ کیلومترمربع مساحت و ۲۳٬۰۸۹ نفر جمعیت دارد و ۲۶۰ متر بالاتر از سطح دریا واقع شده‌است.